# Pedale (musica)
Nella  teoria musicale, un pedale è una nota (o un gruppo di note) di lunga durata, quasi sempre nel registro basso, cui spesso si aggiunge un'armonia dissonante in altre voci. Il termine proviene dalla musica per organo, per la capacità di questo strumento di tenere a lungo delle note, solitamente suonate con la pedaliera.
Se le note di pedale sono due, tre, si parla di pedale doppio, triplo ecc. Un pedale che suona nella parte acuta del registro anziché in quella grave si chiama pedale invertito. Un pedale nelle parti interne è detto invece interno. Se la nota non è semplicemente tenuta, ma fiorita con note di volta, o con abbellimenti di qualunque genere, si parla di pedale ornato.
Il pedale è problematico da realizzare su alcuni strumenti che smorzano naturalmente il suono, come il pianoforte o il clavicembalo. Per ovviare a questa deficienza, spesso il pedale si realizza ripetendo ad intervalli la stessa nota, oppure ornandola (ad esempio con un trillo).

## Utilizzo
Il pedale è di utilizzo assai antico; esso, infatti, si trova già menzionato nell'Ars cantus mensurabilis (ca. 1250) attribuita a Francone da Colonia, col nome di organicus punctus.
Nella musica moderna, il pedale è spesso impiegato nella sezione che precede immediatamente la conclusione di un brano di grandi proporzioni, o di una sua sezione importante. In questo senso esso si trova spesso alla fine dell'esposizione e della ripresa nella forma-sonata, o nella parte finale delle fughe e di altre composizioni polifoniche. Il pedale si può trovare indifferentemente su qualunque grado della scala, ma è molto più comune sulla tonica o sulla dominante.
Secondo le regole dell'armonia di scuola, un pedale ha l'obbligo di essere consonante solo con l'accordo di entrata e di uscita, potendo invece presentare dissonanze anche assai aspre con le armonie intermedie. Ciò crea un effetto caratteristico, nel quale le modulazioni passeggere degli accordi intermedi sono tutte sentite relativamente alla nota di pedale, che ribadisce il centro tonale del brano (o di una sua sezione importante).
Esempi di musica jazz che fa uso di un pedale sono: Satin Doll (introduzione) di Duke Ellington, Skidoo di Bill Evans, Agitation di Miles Davis, Dolphin Dance di Herbie Hancock, Lakes di Pat Metheny e Naima di John Coltrane. Il pedale, data la sua grande semplicità di realizzazione, è infine molto utilizzato nella musica popolare.
Canzoni che usano il pedale sono: Fly like an Eagle della Steve Miller Band, Superstition  di Stevie Wonder e Crazy di Seal.